# El Expreso (Bolívar)
El Expreso es un diario de circulación regional del Estado Bolívar, Venezuela editado en Ciudad Bolívar. Fue fundado el 16 de agosto de 1969 por José Manuel Guzmán Gómez, actualmente su director es Luis Alberto Guzmán. Tiene corresponsales en Caracas, Lechería y Ciudad Guayana, además de circular en el Estado Bolívar también se distribuye de manera parcial en Estado Anzoátegui y Monagas . 
Presenta un formato estándar y tiene dos cuerpos, en el cuerpo uno se encuentran las secciones de política, general, efemérides, farándula, economía, nacionales e internacionales y por lo general tiene un total de 12 páginas; mientras que en el segundo cuerpo se encuentran las secciones de deportes, farándula, especiales y sucesos con 8 páginas.